# Onthophagus amphinasus
Onthophagus amphinasus là một loài bọ cánh cứng trong họ Bọ hung (Scarabaeidae).